# Kẽm acetat
Kẽm axetat là một muối với công thức hóa học Zn(O2CCH3)2, phổ biến với phân tử ngậm 2 nước Zn(O2CCH3)2(H2O)2. Muối ngậm 2 nước và muối khan đều là các chất rắn không màu, thường được sử dụng trong tổng hợp hóa học và là chất bổ sung chế độ ăn uống. Kẽm axetat được điều chế bằng phản ứng của axit axetic với kẽm cacbonat hoặc kẽm kim loại. Khi dùng với tư cách phụ gia thực phẩm, muối này có mã số E là E650.

## Tính chất và cấu trúc
Trong kẽm axetat khan, nguyên tử kẽm được kết hợp với bốn nguyên tử oxy để tạo ra một khối tứ diện, các khối tứ diện này sau đó sẽ liên kết với nhau bằng các phối tử axetat để tạo ra một loạt các cấu trúc polyme. Ngược lại, hầu hết các muối kim loại diaxetat có nguyên tử kim loại phối hợp bát diện với nhóm axetat kép.
Trong kẽm acetate kẽm kết nối bát diện, trong đó cả hai nhóm axetat đều là liên kết đôi.

## Ứng dụng

### Ứng dụng trong ăn uống và dược phẩm
Kẽm axetat đã được sử dụng trong viên ngậm để điều trị cảm lạnh thông thường. Phân tích tổng hợp kết quả của ba liều kẽm axetat liều cao cho thấy giảm 42% trong thời gian cảm lạnh (xem hình).
xxxxthế=This forest plot shows the effect of high dose zinc (>75 mg/day) as zinc acetate lozenges on common cold duration in three randomized placebo-controlled trials. Constructed from data in Table 3 of Hemilä 2011: http://www.ncbi.nlm.nih.gov/pmc/articles/PMC3136969.The three horizontal lines indicate the three studies, and the diamond shape at the bottom indicates the pooled effect of zinc: decrease in the duration of colds by 42% (95%CI: 35 to 48%).|giữa|500x500px]]
Kẽm axetat là một muối hữu ích đặc biệt trong viên ngậm vì axetat có ái tính tương đối thấp đối với kẽm, do đó tất cả kẽm từ viên ngậm đều được giải phóng tự do sau khi tan trong nước bọt.
Mặc dù các viên ngậm kẽm axetat dường như có thể rút ngắn thời gian cảm lạnh, nhưng một số viên ngậm kẽm có thể có hiệu quả hơn các loại khác. Trong số các yếu tố ảnh hưởng đến tính hữu ích của việc pha loãng kẽm thì tổng lượng kẽm được cung cấp cũng như sự hiện diện của các chất như axit xitric có thể liên kết nhiều kẽm mà viên ngậm có thể cung cấp.
Kẽm axetat cũng có thể được sử dụng để điều trị thiếu hụt kẽm. Là một chất bổ sung hàng ngày qua miệng, nó được sử dụng để ức chế sự hấp thu đồng của cơ thể như là một phần của điều trị căn bệnh Wilson. Kẽm axetat cũng được bán dưới dạng chất làm se da dưới dạng thuốc mỡ, kem dưỡng da hoặc kết hợp với thuốc kháng sinh như erythromycin để điều trị mụn tại chỗ. Nó thường được bán như là một thuốc mỡ chống ngứa.
Trong kẹo cao su kẽm axetat  là một chất làm mát hơi thở và, khi kết hợp với hexetidine, thành một chất ức chế mảng bám.